# ベルビュー航空210便墜落事故
ベルビュー航空210便墜落事故は、2005年10月22日にナイジェリアで発生した航空事故である。ムルタラ・モハンマド国際空港からンナムディ・アジキウェ国際空港へ向かっていたベルビュー航空210便（ボーイング737-2L9）が離陸直後に墜落し、乗員乗客117人全員が死亡した。

## 飛行の詳細

### 事故機

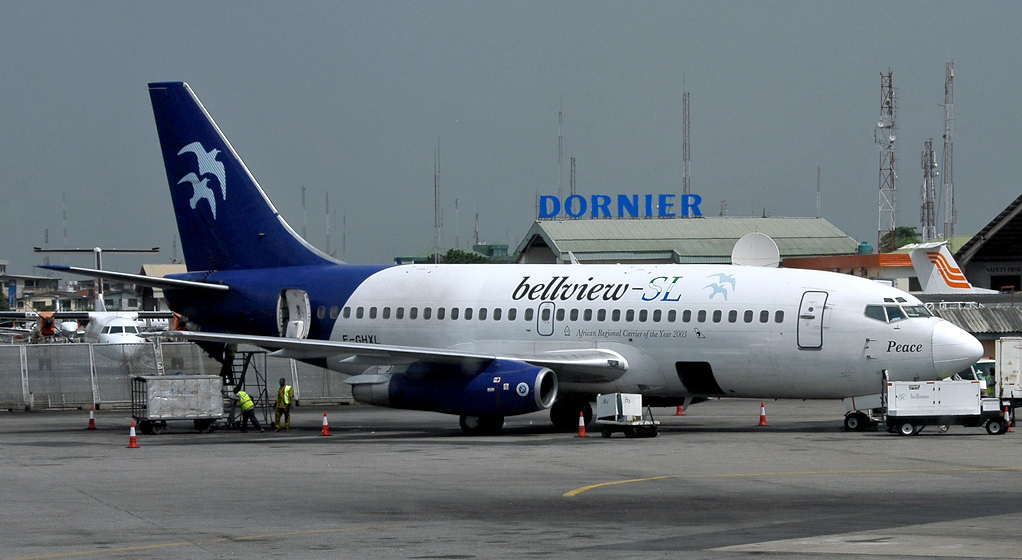
同型機のボーイング737-200

事故機のボーイング737-2L9は機体記号5N-BFNとして登録されており、愛称はResilenceだった。1981年に製造番号22734として製造され、マースク航空に納入された。総飛行時間は55,772時間で、36,266サイクルを経験していた。直近の検査は2004年12月28日から2005年2月12日にかけてロイヤル・エア・モロッコの施設で行われていた。

### 乗員乗客
210便には乗員6人と乗客111人が搭乗していた。その多くはナイジェリア人で、その他少なくともガーナ人が10人、イギリス人が2人、ドイツ人と南アフリカ人、アメリカ人、マリ人が1人ずつが含まれていた。また、乗客には西アフリカ諸国経済共同体の副議長であるシェイク・ウマル・ディアッラも含まれていた。
機長は2004年10月にベルビュー航空へ入社した男性だった。総飛行時間は13,429時間で、ボーイング737では1,053時間の経験があった。ベルビュー航空への入社前は、イマニ・アビエーション、オカダ・エア、ガス・エア、カボ・エアなどに勤務していた。機長は1992年から2004年までの12年間、パイロットとしての乗務を行っていなかった。機長と乗務した経験のあるパイロットは、彼の技量は十分なものだったと証言した。副操縦士はガーナ人の男性で、彼の妻も事故機に搭乗していた。総飛行時間は762時間で、ボーイング737では451時間の経験があった。航空機関士はコギ州の男性だった。

## 事故の経緯
210便はUTC19時28分に離陸許可を得て、滑走路18Lから離陸した。19時29分、パイロットは悪天候を迂回するため右旋回の許可を求めた。管制官はこれを許可し、210便は右旋回を開始した。19時32分22秒、パイロットはアプローチ管制に「アプローチ、ベルビュー210は右旋回を行い1,600フィート (490 m)を上昇中（Approach, Bellview 210 is with you on a right turn coming out of 1600 (feet)）」と伝えた。アプローチ管制は「130を通過したら再度報告してください（Report again passing one three zero.）」と返答した。19時43分46秒、管制官は210便と交信を行おうとしたが、応答はなかった。機体は空港の北14km地点の平野に墜落した。墜落現場で略奪が起きていたという未確認の情報も報告された。
ナイジェリアの国家緊急事態管理庁が捜索活動を開始した。翌朝、捜索を行っていた警察のヘリコプターがラゴスから400kmほど離れたオヨ州キシの町の近くで機体を発見したという第一報が報じられ、50人ほどが生存している可能性が示唆された。しかし、テレビクルーがオグン州のリサ村付近で機体の残骸を発見したという報告がされた。この報告の後、当局は生存者がいるとの情報を撤回した。
墜落により深さ30フィート (9.1 m)、広さ57フィート (17 m)×54フィート (16 m)のクレーターが生じた。ナイジェリアの赤十字当局は生存者が居ないことを現場で確認した。乗員乗客117人全員が墜落により死亡した。

## 事故調査
ナイジェリアの事故調査局（AIB）が事故調査を行った。事故現場で残骸の約60%が回収されたが、コックピットボイスレコーダーとフライトデータレコーダーは発見されなかった。そのため事故調査は長期に渡り、最終報告書が発表されたのは7年以上経過した2013年2月のことだった。残骸や現場の状況から、機体は高速かつほぼ垂直の状態で地面に激突したと推測された。衝撃により遺体は大きく損傷しており、調査官は爪先と指よりも大きいものは無かったと述べた。
AP通信によれば、機長は長期休暇中に強盗に頭を撃たれていたが、パイロットの職務に復帰していた。機長は14年間農場で働いた後、ベルビュー航空に雇われていた。また機長が以前、機材が安全でないと判断し乗務を拒否したため、2週間の飛行停止処分に処されていたという未確認の情報も報じられた。その後の調査から、パイロットが使用していたマニュアルには、重要な情報が記載されたページの代わりに空白のページが複数含まれていたことが判明した。この事実からアメリカは、ナイジェリア連邦空港局は適切な安全管理や監視を十分に行っていなかったと批判した。

### 悪天候
調査から事故当時、現場付近には巨大なメソ対流系が存在していたことが判明した。また、ナイジェリア気象庁の衛星画像によれば、ラゴスを含むナイジェリア南西部には降水セルが存在していた。このセルは深夜に発達し、最終的に大きな雲のセルとなっていた。南部の湾岸を覆っていた積乱雲は次第に弱まり、最終的に消滅した。ボーイングの作成した衛星画像上からも、事故現場付近に激しい雷雨が発生していたことが分かった。また、高度15,000フィート (4,600 m)以上では着氷の恐れもあった。これらの情報から、事故原因が落雷であるという説が囁かれた。その他の説では、機体が失速して墜落したという可能性も示唆された。

### テロ攻撃の可能性
クレーターから約100フィート (30 m)離れた地点で、焼け焦げた左側の胴体下部が発見された。焼けた痕跡は機体記号付近に見られた。ナイジェリア政府はナイジェリアの国家安全保障局とアメリカの連邦捜査局（FBI）に飛行中に爆発があったかどうかを確かめるよう要請した。FBIは210便の残骸を調査し、火薬などの残留物が付着していないか検査した。検査の結果、残骸からは火薬などの爆発物は検出されなかった。また、当局はテロリストが機体を墜落させたという主張を否定した。

### 事故原因
AIBは事故原因を特定できなかったが、報告書で事故に寄与したと見られる複数の要因を挙げた。それぞれの要因が事故にどれ程影響したかについての結論は出されなかった。
- 機長の飛行訓練は不十分であった。また、機長は事故前日に長時間の乗務を行っており、疲労していた可能性があった。しかし、事故当時の健康状態は特定できなかった[4]。
- 機体にはいくつもの技術的欠陥があり、飛行を行うような状態ではなかった。ベルビュー航空は適切な保守点検を行っておらず、民間航空局の手順や運用への監視は不十分だった[1][4][33]。

また、AIBは報告書で4つの推奨事項を述べた。
- 民間航空局は航空会社に対する手順や運用の監視について改善を図ること[1][4]。
- ナイジェリアの航空宇宙管理局はレーダーの運用範囲を拡大し、航空交通業務を強化するとともに、捜索活動を支援すること[1][4]。
- ベルビュー航空は検査手順などの改善を図ること[1][4]。
- ベルビュー航空は安全性や管理体制について検討を行うこと[1][4]。